# Aspiration (medicin)
Aspiration (latin aspiratio, av aspiro, ’andas ut’, ’blåsa’) kallas det när partiklar eller vätska, vanligen fast eller flytande föda, hamnar i luftstrupen istället för i matstrupen. Vanligtvis följs detta av kraftiga hostningar, men även tyst aspiration (utan hostningar eller andra tecken på felsväljning) förekommer vid sjukdomsfall. Vanligtvis kallas aspirationen att sätta något i vrångstrupen.
Aspiration är ett vanligt tecken på dysfagi.